# Gatecreeper
Gatecreeper est un groupe américain de death metal, originaire de Tucson et Phoenix, en Arizona.

## Histoire
Le groupe est formé en septembre 2013, son nom étant un jeu de mots avec le terme « Gatekeeper ». En avril 2014, un premier EP éponyme contenant quatre chansons sort en version numérique. Après la réalisation d'un clip pour la chanson Force Fed, l'EP est réédité en octobre sous forme de single vinyle chez King of the Monsters Records et Protagonist Music. En 2015, le groupe entame une première tournée le long de la côte ouest des États-Unis. Elle est suivie peu après par un split avec Take Over and Destroy, pour lequel le groupe contribue à la chanson Poisoned Mind. Au cours de la deuxième moitié de l'année, ils poursuivent leur tournée sur la côte est des États-Unis. De plus, le groupe enregistre des morceaux pour d'autres splits, qui sortent en 2016 : un avec Young and in the Way chez A389 Recordings et un avec Homewrecker, Outer Heaven et Scorched chez Escapist Records. 
Après une autre tournée sur la côte ouest, à laquelle participe également Of Feather and Bone au Colorado, le groupe se rend aux studios Homewrecker à Tucson pour y enregistrer son premier album Sonoran Depravation avec le producteur Ryan Bram. Les neuf chansons sont mixées par Kurt Ballou aux Godcity Studios et masterisées par Brad Boatright. L'album sort en 2016 chez Relapse Records. En août de la même année, un clip vidéo de la chanson Desperation était déjà sorti auparavant. En outre, les chansons Stronghold et Rotting as One sortent en single avant la sortie de l'album. Après la sortie de l'album, le groupe fait une tournée américaine en septembre et octobre avec Skeletonwitch, Iron Reagan et Oathbreaker. L'année suivante, le groupe publie l'album live Unleashed in the Middle East. En mars de la même année, le groupe fait également une tournée aux États-Unis avec Toxic Holocaust et Nails.

## Style musical
Selon Sebastian Schilling du Rock Hard, la musique de Gatecreeper devrait plaire aux fans de death metal traditionnel comme aux personnes qui aiment les groupes américains actuels de sludge et de punk hardcore. Lors de l'interview, Chase Mason indique que le titre Sonoran Depravation fait référence au désert de Sonora, l'habitat des membres. Le groupe aurait essayé d'illustrer le climat rude qui y règne par le titre de l'album et l'artwork de la pochette. Les textes parlent d'expériences personnelles, d'apathie, de fiction et de mort. Schilling estime que le groupe sonne fortement comme Obituary, Cyanide et parfois Bolt Thrower sur l'album. De plus, les racines du groupe sont certes le sludge et le punk hardcore, mais dans l'ensemble, le groupe sonne comme du metal. Mason confirme que le groupe était influencé par ces trois groupes et ajoute des groupes de death metal suédois comme Dismember et Grave ainsi que Crowbar, Merauder, Hatebreed et d'autres groupes de punk hardcore, de doom metal et de sludge comme influences. Deux numéros auparavant, Schilling avait fait une critique de l'album et avait également fait une comparaison avec Bolt Thrower et Obituary, les chansons se concentrant particulièrement sur le groove. Le groupe évite cependant de sonner comme une copie des groupes cités. 
De temps en temps, des mélodies sont également insérées. Le chant, « principalement grave et rocailleux », permet de faire des comparaisons avec Funebrarum et Disma. Dans l'ensemble, le style musical peut être considéré comme un mélange de death metal sombre classique et moderne. 

## Discographie
- 2014 : Gatecreeper (EP)
- 2015 : Take Over and Destroy / Gatecreeper (split avec Take Over and Destroy, President Gator Records)
- 2016 : EP + Split Tracks (compilation, King of the Monsters Records)
- 2016 : Gatecreeper / YAITW (split avec Young and in the Way, A389 Recordings)
- 2016 : Gatecreeper / Homewrecker / Outer Heaven / Scorched (split avec Homewrecker, Outer Heaven et Scorched, Escapist Records)
- 2016 : Sonoran Depravation (album, Relapse Records)
- 2017 : Unleashed in the Middle East (album live)
- 2024 : Dark Superstition (album ; 60e place des charts allemands[8])